# Guido Almagià
Guido Almagià (Firenze, 16 novembre 1877 – Roma, 23 gennaio 1948) è stato un ammiraglio italiano, già distintosi come ufficiale nel corso della prima guerra mondiale. Dal 1929 al settembre 1938 fu capo dell'Ufficio Storico della Marina e dal 1933 al 1938 direttore della Rivista Marittima. Scrittore, collaborò alla redazione dell'Enciclopedia Italiana Treccani, per la quale compilò diverse biografie di illustri personaggi di mare.  Colpito dall'applicazione delle leggi razziali imposte dal regime fascista, nel gennaio 1939 fu collocato in congedo assoluto.

## Biografia
Nacque a Firenze il 16 novembre 1877, figlio di Alfonso e Ester Supino.  Nel 1897 fu ammesso a frequentare la Regia Accademia Navale di Livorno da cui uscì con il grado di guardiamarina nel 1899. 
Con il grado di tenente di vascello, partecipò alla guerra italo-turca (1911-1912) imbarcato sulla nave da battaglia Vittorio Emanuele.  Nel corso della prima guerra mondiale fu dapprima comandante di torpediniera, e promosso capitano di corvetta, successivamente comandante di squadriglia. Decorato di medaglia d'argento e medaglia di bronzo al valor militare nel corso della guerra fu anche vicecomandante della Brigata Marina e comandante di treni armati in zona di operazione.
Dopo la fine della Grande Guerra prestò servizio presso il Ministero della Marina, e fu comandante della nave appoggio sommergibili Antonio Pacinotti, dal 1927 nave ammiraglia della neo costituita Divisione Sommergibili. Divenuto capitano di vascello, dal 1929 al settembre 1938 fu capo dell'Ufficio Storico della Marina e direttore della Rivista Marittima dal 1933 al 1938 succedendo a Guido Po. 
Contestualmente, dal 1º luglio 1934 al 15 settembre 1938, ricoprì anche l'incarico di Presidente dell'Istituto "Andrea Doria", struttura della Regia Marina creata per l’assistenza ai figli dei marinai caduti nell’adempimento del dovere. 
Ricercatore attento e scrittore creativo scrisse molte opere e studi di carattere storico–scientifico, collaborando alla redazione dell'Enciclopedia Italiana Treccani, per la quale compilò diverse biografie di illustri personaggi di mare.
Nel gennaio 1939 fu collocato in congedo assoluto in applicazione delle leggi razziali imposte dal regime fascista. Si ritirò a vita privata a Gaeta dove risiedeva, alloggiando in un villino nella zona residenziale di Serapo. Qui venne censito e discriminato in quanto cittadino di razza ebraica, venendo radiato dalla qualifica di professore.
Sfuggito alle persecuzioni naziste, il 20 gennaio 1945, insieme al tenente generale delle armi navali Guido Segrè, fu riammesso in servizio nella riserva della Regia Marina e promosso contrammiraglio. 
Non ritornò più a Gaeta, il suo villino era stato distrutto, come tutte le case di Serapo, durante l’occupazione tedesca, e si spense a Roma il 23 gennaio 1948.

## Pubblicazioni
- La moderna nave da battaglia, Ulrico Hoepli Editore, Milano, 1914.[1]
- L'America Latina, 1921.
- La Marina nella società italiana per il progresso delle scienze, Roma, 1927.[1]
- La Marina nel 17. congresso della Societa Nazionale per la Storia del Risorgimento Italiano, Ufficio Storico dello Stato Maggiore, Napoli, 1929.
- Nostri pionieri nell'Africa italiana, Napoli, 1929.
- Garibaldi in Sicilia nelle memorie di un ammiraglio, Ufficio storico del Comando di Stato maggiore, Roma, 1930.
- La partecipazione dell'ufficio storico della Marina alla 3. mostra di arte marinara e nuove pubblicazioni dell'ufficio stesso, Ufficio storico del comando di Stato maggiore, Roma, 1930.
- Opere scientifiche e scritti sui lavori di pubblica utilità compiuti dalla Marina nelle colonie dell'Africa Orientale, Roma, 1932.[1]
- Vigilia d'armi sul mare : dalla pace di Losanna alla guerra italo-austriaca[N 1][1]
- L'opera della R. Marina in Cina, Firenze, 1936.[1]
- Le operazioni navali nella guerra italo-turca (1911-1912), Società italiana per il progresso delle scienze, Roma,  1937.
- La Marina nell'Eritrea e nella Somalia, Ministero della marina, Roma, 1938.[1]
- l compimento di un'opera monumentale: l'Enciclopedia Italiana e la collaborazione della R. Marina, Ministero della Marina, Roma, 1938.

Articoli
- Il primo Congresso di Studi Coloniali, Rivista Marittima n.6, Roma, giugno 1931.

### Annotazioni
1. ↑  Primo volume della serie La Marina italiana nella grande guerra.

### Fonti
1. 1 2 3 4 5 6 7 8 9 10 11 12 13 14 15 16 17 18  Alberini, Prosperini 2016, p. 22.
2. 1 2 3 4 5 6  La voce del Marinaio.
3. ↑  CDEC Digital Library.
4. ↑  Mangoni 1999, p. 37.
5. ↑  Marina Difesa.
6. ↑  Capristo 2002, p. 140.